# Then and Now (альбом Emerson, Lake & Palmer)
Then and Now — живий альбом англійської групи Emerson, Lake & Palmer, який був випущений 24 листопада 1998 року.

## Композиції
1. Toccata — 3:36
2. Take a Pebble Excerpts — 18:21
3. Karn Evil 9 — 19:36
4. A Time and a Place — 4:06
5. Piano Concerto No. 1, Third Movement: Toccata con Fuoco — 4:51
6. From the Beginning — 4:14
7. Karn Evil 9: 1st Impression, Pt. 2 — 5:22
8. Tiger in a Spotlight — 3:36
9. Hoedown — 4:55
10. Touch and Go — 4:13
11. Knife Edge — 6:11
12. Bitches Crystal — 4:30
13. Honky Tonk Train Blues — 3:41
14. Take a Pebble — 7:09
15. Lucky Man — 5:05
16. Fanfare for the Common Man/Blue Rondo a la Turk — 22:10
17. 21st Century Schizoid Man / America — 4:53

## Учасники запису
- Кіт Емерсон — орган, синтезатор, фортепіано, челеста, клавішні, орган Гаммонда, синтезатор Муга
- Грег Лейк — акустична гітара, бас-гітара, електрогітара, вокал
- Карл Палмер — перкусія, ударні